# Örartjärnen (Malungs socken, Dalarna, 672499-139235)
Örartjärnen eller Örartjärn är en tjärn i Malung-Sälens kommun i Dalarna och ingår i Dalälvens huvudavrinningsområde. Tjärnen har en area på 0,0745 kvadratkilometer och ligger 443,4 meter över havet. Kring tjärnen finns en blöt myr.

## Delavrinningsområde
Örartjärnen ingår i det delavrinningsområde (671673-139221) som SMHI kallar för Ovan VDRID = Lömman i Västerdalälvens vattendrags*. Medelhöjden är 351 meter över havet och ytan är 43,71 kvadratkilometer. Räknas de 346 avrinningsområdena uppströms in blir den ackumulerade arean 3 974,46 kvadratkilometer. Västerdalälven som avvattnar avrinningsområdet har biflödesordning 2, vilket innebär att vattnet flödar genom totalt 2 vattendrag innan det når havet efter 363 kilometer. Avrinningsområdet består mestadels av skog (66 procent) och sankmarker (13 procent). Avrinningsområdet har 1,42 kvadratkilometer vattenytor vilket ger det en sjöprocent på 3,2 procent. Bebyggelsen i området täcker en yta av 1,01 kvadratkilometer eller 2 procent av avrinningsområdet.

## Fiske
I tjärnen finns öring. Fiskekort från Malungs FVOF krävs för personer som är 15 år eller äldre för att få fiska i sjön.